# Chùa Quang Hoa (Hà Nội)

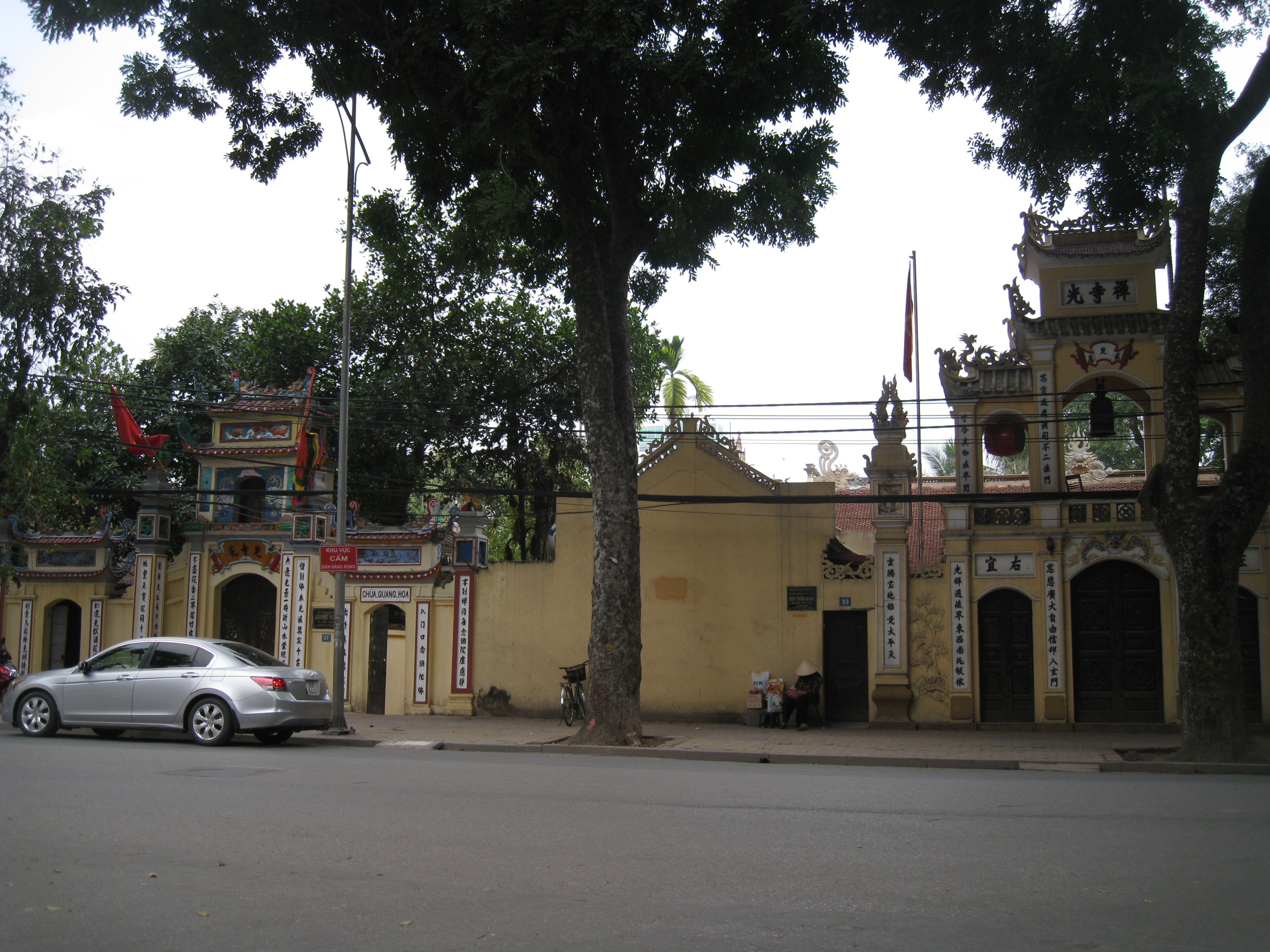
Cổng chùa Quang Hoa bên trái, bên phải là chùa Thiền Quang.

Chùa Quang Hoa là một ngôi chùa nằm trên phố Trần Bình Trọng, quận Hai Bà Trưng, Hà Nội.
Theo tấm bia "Quang Hoa tự thập phương bi" hiện dựng ở chùa Quang Hoa thì chùa xưa vốn ở thôn Quang Hoa, phía tây thôn Thiền quang (hai thôn này nằm trong công viên Thống nhất hiện nay). Tấm bia khắc năm thứ 12 niên hiệu Tự Đức (1860) ghi việc dân làng Pháp Hoa góp tiền của dựng chùa vào năm 1860.
Khoảng năm 1933 - 1934, thực dân Pháp đã dời 3 làng Quang Hoa, Thiền Quang đi nơi khác để mở đường và quy định cho dân các làng đời chuyển về vị trí hiện nay.
Chùa Quang Hoa quay về hướng nam, có tam quan, tam bảo hình chuỗi vồ, gồm tiền đường 7 gian, hậu cung 5 gian, nhà tổ 10 gian, hai dãy nhà ngang, mỗi dãy 10 gian, vườn tháp.Trong chùa hiện bảo tồn được nhiều di vật, tượng cổ mang phong cách nghệ thuật thế kỷ 19 có giá trị. Năm 1989, chùa và cụm di tích ở đó được bộ Văn Hóa và Thông tin xếp hạng di tích thắng cảnh. Chùa Quang Hoa có một tấm bia khắc năm 1880 nói về việc xây dựng chùa. Cụm ba ngôi chùa là Thiền Quang, Quang Hoa và Pháp Hoa nằm cạnh nhau, ở số nhà 31-33.
Đặc biệt, cổng chùa Quang Hoa có một hệ thống câu đối độc đáo. Tên chùa xuất hiện trong 2 vế đối, ở vị trí đầu hoặc giữa:
Câu đối Nôm:
QUANG cảnh tốt tươi, cửa Phật tiêu dao người tám cõi;
HOA hương ngào ngạt, lối trần hoan hỉ khách mười phương.
Câu đối Hán:
蓮座光生長引金繩開覺路；
池塘花映接來寶筏渡迷津。
Liên tọa QUANG sinh, trường dẫn kim thằng khai giác lộ;
Trì đường HOA ánh, tiếp lai bảo phiệt độ mê tân.
無邊光景一時新，山水縈迴成畫本；
不盡花香三界舊，竹松幽雅獲清修。
Vô biên QUANG cảnh nhất thời tân, sơn thủy oanh hồi thành họa bản;
Bất tận HOA hương tam giới cựu, trúc tùng u nhã hoạch thanh tu.
僧到佛來，光被萬家千古燭；
地靈天寶，花開十仗四辰蓮。
Tăng đáo Phật lai, QUANG bị vạn gia thiên cổ chúc;
Địa linh thiên bảo, HOA khai thập trượng tứ thời liên.